# Omelič
L'Omelič (in russo Омелич?; Bol'šoj Omelič nell'alto corso: Большой Омелич) è un fiume della Russia siberiana occidentale, affluente di sinistra del Parabel' (bacino idrografico dell'Ob'). Scorre nel Parabel'skij rajon dell'Oblast' di Tomsk.
Il fiume ha origine nella regione del Vasjugan'e. Scorre in direzione prevalentemente orientale e sfocia nel Parabel' a 262 km dalla foce. La lunghezza del fiume è di 185 km, il bacino imbrifero è di 2 110 km².